# 拉跋布
拉跋布（藏語：ལྷ་བལ་ཕོ་，威利转写：lha bal pho），又译啦跋布，是吐蕃帝国的一位王族成员，他可能在704年至705年期间短暂地统治过吐蕃。此人的名字不见于后世的藏传佛教史书，但在敦煌藏文文献《大事纪年》中有记载，汉文史料《通典》称之为乞黎跋布。
《大事纪年》记载，704年，赤都松赞的王子野祖茹（即赤德祖赞）出生。同年，赤都松赞远征南诏，死于军中。705年，岱仁巴农囊扎（ལྡེག་རེན་པའ་མནོནསྣང་གྲགས།）、开桂多囊（ཁེ་རྒད་མདོ་སྣང་།）发动叛乱，被王子野祖茹和祖母没庐氏赤玛类诛杀。在邦拉让（པོང་ལག་རང་），赞普兄（བཙན་པོ་གཅེན་）拉跋布自王位被迫引退。同年冬，野祖茹与祖母没庐氏赤玛类驻扎在“许尔”（ཞུར་，此时野祖茹的头衔是“赞普”。
而汉文史料《资治通鉴》“长安三年”条（《册府元龟》作“神龙元年”，即705年）则记载：“吐蕃南境皆叛，器弩悉弄自将击之，卒于军中。诸子争立，久之，国人立其子弃隶蹜赞，生七年矣。”
美国学者克里斯托弗·白桂兹（Christopher Beckwith）据此史料认为，在赤都松赞死后，这位名叫“拉跋布”的王室成员曾经短暂地继位过。不过可能吐蕃史官耻于书写这段历史，在此期间吐蕃面对着南方悉立等属国叛乱的困境。不久以后，祖母赤玛类废黜了拉跋布，立野祖茹为新的赞普。学者王尧也支持这种说法。但学者才让持不同意见，认为拉跋布的身份是泥婆罗国王。
拉跋布并未被处死。有人认为710年和亲吐蕃的金城公主并没有嫁给赤德祖赞，而是嫁给了拉跋布，但大部分学者反对这一说法。